# 201 Pułk Piechoty (1939)
201 pułk piechoty (201 pp) – rezerwowy oddział piechoty Wojska Polskiego II RP. Pułk nie występował w pokojowej strukturze Wojska Polskiego.

## 201 pp w kampanii wrześniowej

### Formowanie i mobilizacja
Sformowany na bazie batalionów Górnośląskiej Brygady ON, oraz zmobilizowanych pododdziałów pozabatalionowych. Mobilizację 201 pp przeprowadzono w dniach 24-26  sierpnia 1939 roku, w mobilizacji alarmowej.
- Dowództwo pułku zmobilizowane zostało przez 73 pułk piechoty w Katowicach w czasie A+24, w grupie niebieskiej[1],
- organa kwatermistrzowskie jednostek pozabatalionowych 201 pp, kompanie: gospodarczą, przeciwpancerną typ II, zwiadowczą, oraz plutony: łączności, pionierów i przeciwgazowy 201 pp zmobilizowane zostały przez Kadrę Zapasową Piechoty Oświęcim I, w grupie niebieskiej w czasie A+50[2],
- batalion piechoty typ spec nr 56 mobilizowała Komenda Rejonu Uzupełnień Katowice w grupie żółtej, w czasie A+36 (zawiązkiem batalionu jest batalion ON „Katowice” wraz z całą kadrą zawodową oficerów i podoficerów)[3],
- batalion piechoty typ spec. nr 53 mobilizowała Komenda Rejonu Uzupełnień Sosnowiec w grupie niebieskiej, w czasie A+48 (zawiązkiem batalionu jest batalion ON „Sosnowiec” wraz z całą kadrą zawodową oficerów i podoficerów)[4],
- batalion piechoty typ spec nr 51 mobilizowała Komenda Rejonu Uzupełnień Zawiercie w grupie niebieskiej, w czasie A+48 (zawiązkiem batalionu jest batalion ON „Zawiercie” wraz z całą kadrą zawodową oficerów i podoficerów)[5].

Pododdziały pułkowe, dowództwo pułku były mobilizowane z rezerwistów i nikłych zawiązków szeregowych ze stanu służby czynnej. Dowództwo pułku złożone w większości z oficerów służby stałej. Bataliony piechoty, mobilizowane z zawiązków wywodzących się z batalionów Obrony Narodowej, uzupełnione do pełnych etatów oficerami i szeregowymi rezerwy. Dowódcy batalionów, większość dowódców kompanii, to oficerowie służby stałej, pozostała obsada, to oficerowie rezerwy.
Po ukończeniu mobilizacji alarmowej bataliony zbierały się w okolicy miasta Murcki do 29 sierpnia 1939. Bataliony przemieściły się w okolice Mikołowa. Dowództwo 201 pp wraz z pododdziałami pułkowymi zakwaterowano w Tychach. Bataliony sukcesywnie w nocy 29/30 sierpnia zostały skierowane do obsadzenia odcinka „Mikołów” na głównej pozycji obrony, dowodzonego przez dowódcę piechoty dywizyjnej płk Józefa Gizę. Pododcinek „Śmiłowice” obsadził 53 batalion piechoty. Pododcinek „Mokre” 56 batalion piechoty. Pododcinek „Wyry” 51 batalion piechoty. Na odcinku „Mikołów” umieszczony był już od 26-27 sierpnia 1 batalion km spec. „Mikołów” podporządkowany 55 DP rez. od 1 września. Pododcinki „Śmiłowice” i „Mokre” posiadały więcej schronów fortyfikacyjnych w fazie wykończenia i ukończone, niż na pododcinku „Wyry”. System schronów na pododcinkach uzupełniała duża ilość budowanych od lata 1939 umocnień polowych drewniano-ziemnych i przeszkód na przedpolu. Bataliony przejęły odcinki, na których już organizowały obronę kompanie km spec. I batalionu „Mikołów” w oparciu o umocnienia stałe w postaci schronów wykończonych lub w trakcie wykończenia, z wyjątkiem pododcinka „Wyry”, gdzie były głównie umocnienia polowe. Na pododcinku „Śmiłowice” wraz 53 bp była 3 kompania km spec., na pododcinku „Mokre” 1 kompania km spec. i na pododcinku „Wyry” 2 kompania km spec. i kompania strzelecka 1 b km „Mikołów”. 30 i 31 sierpnia bataliony zajęły stanowiska wysuniętymi pododdziałami na linii czat: 53 batalion piechoty na linii Dziembowizna - wzg. 317(Paniowy). 56 batalion piechoty na linii wzg. 341 (Sośnia Góra) – wzg. 340 (Fiołkowa Góra). W odwodzie odcinka był II batalion 73 pp. Wsparcie artyleryjskie dla pododcinka „Śmiłowice” i pododcinka „Mokre” zapewniał I dywizjon 65 pułku artylerii lekkiej, a dla pododcinka „Wyry” II dywizjon (bez 5 baterii) 23 pułku artylerii lekkiej i 64 dywizjon artylerii lekkiej. II dywizjon 65 pal, 23 dywizjon artylerii ciężkiej i 95 dywizjon artylerii ciężkiej (bez 2 baterii). Ugrupowanie takie zostało całkowicie przyjęte do wieczora 31 sierpnia 1939.

### Działania bojowe

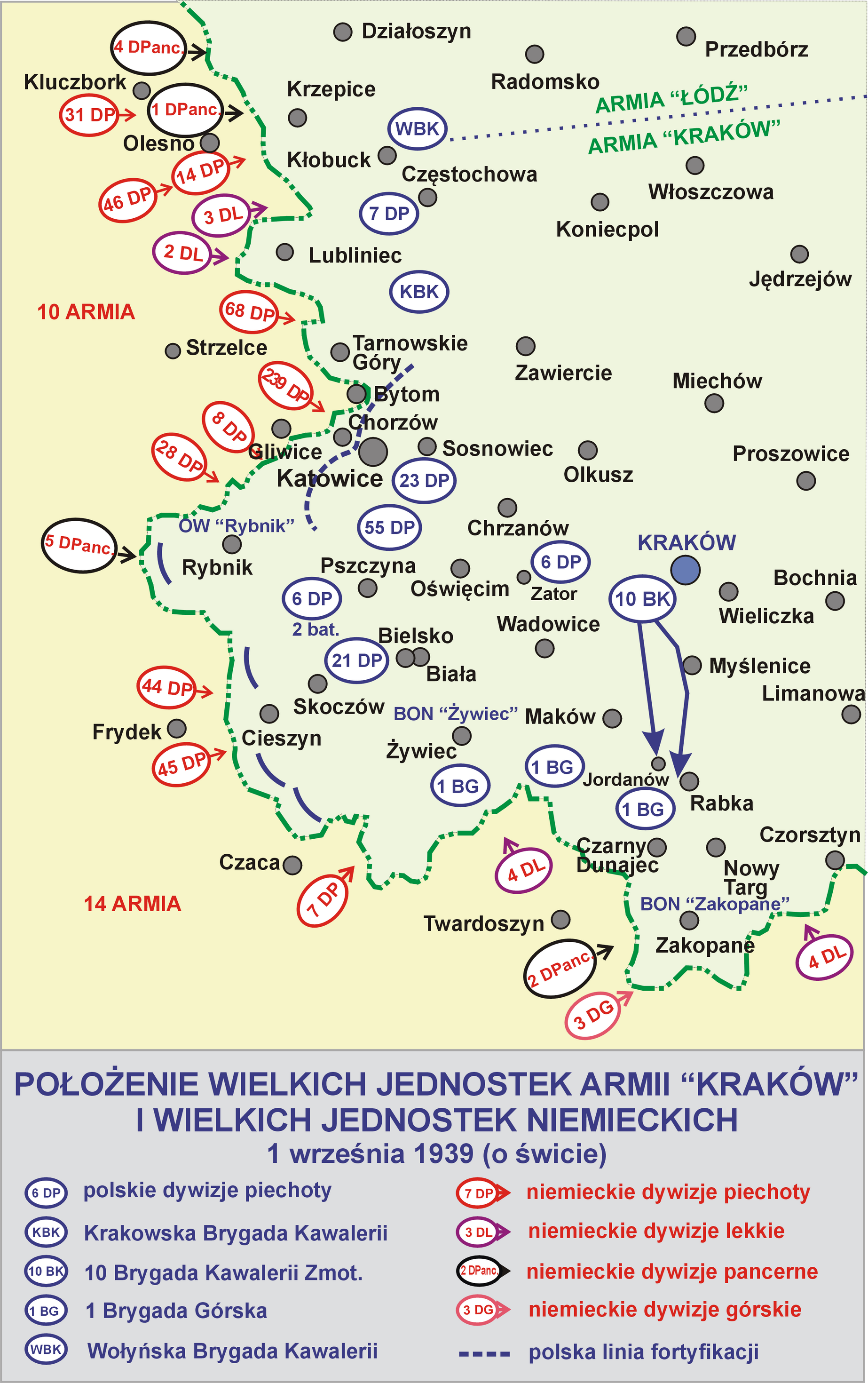
Pułk walczył w składzie 55 DP

W kampanii wrześniowej 1939 jednostka walczyła w składzie 55 Dywizji Piechoty rezerwowej (Grupa Operacyjna „Śląsk”, Armia „Kraków”).

#### Udział w bitwie granicznej

##### Walki 51, 56 i 53 batalionów na odcinku „Mikołów”
1 września znajdujące się na odcinku „Mikołów” bataliony ok. godz. 4.00 zostały zaalarmowane przekroczeniem granicy przez niemieckie patrole i grupy dywersantów. Za nimi podjęła marsz niemiecka 28 DP, częścią sił szosą z rejonu Gliwic w kierunku na Śmiłowice–Mikołów i większością sił po trasie Gierałtowice, Ormontowice, Orzesze, na Łaziska Górne. Rozpoczęły się walki czołowych oddziałów niemieckich z wysuniętymi placówkami i czatami wystawionymi przez broniące się pododdziały na pododcinkach. Szczególnie duży nacisk nieprzyjaciel przejawiał na pododcinku „Śmiłowice”. Do wieczora piechota niemiecka czołowymi oddziałami doszła do pododcinków „Śmiłowice” i „Mokre”. Artyleria ogólnego działania 23 dac i 95 dac ogniem nękającym ostrzeliwała podchodzące oddziały niemieckie. Postępy niemieckie zostały zatrzymane na obu pododcinkach. Po południu na odcinku „Mokre” przed wzg. 341 (Sośnia Góra), rozpoznawcze natarcie niemieckie zostało załamane w ogniu broni maszynowej 1 kompanii ckm 56 batalionu piechoty i artylerii pododcinka. W późnych godzinach popołudniowych 28 DP podjęła natarcie na pododcinki „Mokre” i „Wyry” od wzg. 341 do rzeki Gostynki. Natarcie niemieckie zalega na pododcinku „Mokre” przed wzg. 341, natomiast na pododcinku „Wyry” natarcie niemieckie zepchnęło czatę z lasku pomiędzy Wyrami, a wsią Gostyń. Następnie oddziały 28 DP podjęły uderzenie na las Wyry broniony przez 51 batalion piechoty i 2 kompanię km spec./1 batalionu km „Mikołów”. Natarcie na las Wyry zostało zatrzymane, broniące się pododdziały poniosły wysokie straty. Po zmroku do lasu przemykały rozpoznawcze patrole niemieckiej piechoty. Przed pozycje pododcinka „Śmiłowice” i „Mokre” wprowadzono oddziały niemieckiej 8 DP, skoncentrowano artylerię VIII Korpusu Armijnego i obu dywizji. Trwał silny pojedynek artyleryjski i wzajemny ostrzał przeciwnych wojsk. Noc 1/2 września trwały drobne potyczki patroli z obu stron. 2 września od godzin porannych stanowiska na odcinku „Mikołów” były atakowane przez niemieckie bombowce nurkujące. Następnie na stanowiska obronne pododcinków „Śmiłowice” i „Mokre” wyszło natarcie niemieckiej piechoty ze składu 8 DP, które zostało załamane, czata na wzg. 341 została utrzymana, ponadto obronę tam wsparła ochotnicza kompania powstańców ppor. rez. Ryszarda Bąka. W trakcie walk został ciężko ranny dowódca 56 bp kpt. Stanisław Jasiński W godzinach porannych las Wyry w południowej części pododcinka „Wyry” został zajęty przez oddziały 28 DP. Ok godz. 11.00 wyszedł na las wyrski kontratak zgrupowania 23 DP. Kontratak doprowadził do wyparcia części oddziałów niemieckich z lasu wyrskiego. Do godzin południowych na swoich stanowiskach utrzymał się również 51 batalion piechoty w północnej części pododcinka „Wyry”. O godz. 15.00 obrona 51 bp w Wyrach została przełamana, kompanie batalionu wyparte ze wsi, część frontu pododcinka została utrzymana, lewe skrzydło obrony pododcinka zagięte. Kontratak II batalionu 73 pp i pododdziału samoobrony powstańczej odbiły Wyry w godzinach przedwieczornych. Wieczorem ok. godz. 23.00 bataliony i dywizjony z odcinka „Mikołów” rozpoczęły odwrót bez nacisku ze strony jednostek niemieckich przez Piotrowice i Mysłowice za rzekę Przemszę. Straż tylną stanowił 56 bp wraz z 2 baterią 65 pal pod dowództwem płk. Józefa Gizy, która osiągnęła o świcie 3 września Park Kościuszki w Katowicach

##### Walki pododdziałów 201 pp na odcinku „Kobiór”
Od rana 1 września kompania zwiadowców 201 pp rozpoznawała północny i zachodni skraj lasu Wyry oraz rejon Kobióra. Ze względu na groźbę zajęcia nie bronionego Kobióra oraz na pojawiające się już w rejonie Kobióra patrole kawalerii niemieckiej i dwa zwiadowcze samochody pancerne. Ponadto na informację o potyczce stoczonej z nimi przez pluton saperów z 6 batalionu saperów. Rozkazem ppłk. Władysława Adamczyka został wysłany do Kobióra z Tych, samochodami ciężarowymi browaru, pluton pionierów 201 pp. Pluton przybył na miejsce ok. godz. 10.00. Po przybyciu do Kobióra 52 batalionu piechoty, w trakcie obsadzania przez niego odcinka obrony doszło do walki, części kompanii ckm i 5 kompanii strzeleckiej ze zbliżającymi się do wsi czołowymi pododdziałami niemieckiego 49 pp ze składu 28 DP. Czoło oddziału niemieckiego zostało ostrzelane przez leśników, którzy zaalarmowali kompanie 52 batalionu. W walce kompanie 52 bp wyrzuciły kontratakiem pododdział niemiecki poza Kobiór, do otaczających lasów wyrskich. Do obrony Kobióra włączono przybyłe też pododdziały 201 pp w postaci kompanii ppanc, plutonu pgaz., plutonu łączności i kompanii zwiadowców oraz dowództwo pułku. Do wieczora na nieobsadzone skrzydło północne odcinka nad rzeką Gostynką weszły oddziały niemieckie zajmując umocnienia polowe. 2 września pododdziały pułkowe wspomagały 52 bp w działaniach obronnych. Ok. godz. 17.00 na stanowiska obronne w Kobiórze natarcie przy wsparciu moździerzy przeprowadziła niemiecka piechota wraz z 3-4 samochodami pancernymi pułku zmotoryzowanego SS-Standarte „Germania”. Samochody pancerne zostały powstrzymane ostrzałem armat kompanii ppanc. 201 pp, a natarcie piechoty powstrzymane ostrzałem armat 5 baterii 23 pal i ogniem piechoty 52 bp. Następnie plutony pułkowe 201 pp wspólnie z 52 bp wykonały kontratak na piechotę niemiecką odrzucając ją w las w kierunku zachodnim. Walki w Kobiórze zakończyły się wraz z zapadnięciem zmroku. Zgrupowanie ppłk. Adamczyka wycofało się bez nacisku ze strony nieprzyjaciela po godz. 23.00. Jako pierwszy podjął marsz pluton pionierów 201 pp, który do świtu 3 września zbudował prowizoryczną przeprawę przez rzekę Gostynkę i jej zalew przy przysiółku Myrczek niedaleko wsi Świerczyniec, po przeprawie pluton przeprawę wysadził. Dalszy marsz zgrupowanie ppłk. Adamczyka przeprowadziło przez Bieruń Stary, Bieruń Nowy oraz przez most na Przemszy w Chełmku udając się do lasu koło wsi Dąb. Skąd wieczorem 3 września pododdziały pułkowe wykonały marsz do rejonu Libiąża i Chrzanowa.       

#### Walki opóźniające koncentracja pułku
3 września o godz. 11.00 56 batalion wraz z 2/65 pal opuszcza Katowice poprzez Mysłowice, gdzie był ostrzelany przez dywersantów niemieckich, przeszedł za rzekę Przemszę, tam dołącza do macierzystej 55 DP rez. Ok. godz. 11.00 bataliony z odcinka Mikołów docierają na wschodnie przedmieścia Sosnowca, gdzie przechodzą na odpoczynek. Wieczorem bataliony 51, 53 i 56 wyruszyły w marsz do Trzebini, którą osiągnęły 4 września rano. Dowództwo 201 pp wraz z pododdziałami pułkowymi przybyło do Chrzanowa 4 września rano. Po odpoczynku pododdziały pułkowe dotarły do Trzebini następuje koncentracja i porządkowanie oddziałów i pododdziałów 201 pp. W skład 201 pp wchodzą bataliony: jako I  (56 bp), II (53 bp) i III (51 bp). Do dnia 4 września rano bataliony w walkach na Śląsku poniosły straty osobowe: 56 bp – 49 poległych 73 rannych, 53 bp – 7 poległych 35 rannych i 51 bp – 27 poległych i 43 rannych żołnierzy.
Najdotkliwsze straty w kampanii jednostka odniosła w czasie walk o Osiek 11 września. W dniach 14–17 września pułk wziął udział w bitwie o Biłgoraj, a kresem jego działań były walki w okolicy Tomaszowa Lubelskiego.

## Organizacja wojenna i obsada personalna pułku
Dowództwo
- dowódca pułku – ppłk piech. Władysław II Adamczyk (73 pp)
- I adiutant – kpt. piech. Alfons Kotowski (73 pp)
- II adiutant – por. rez. Zbigniew Józef Jabłoński
- oficer informacyjny – ppor. Jerzy (lub Wacław) Zieliński (73 pp)
- oficer łączności – kpt. piech. Stefan Tłustochowicz
- kwatermistrz – kpt. piech. Jan Piotr Komander
- naczelny lekarz – por. lek. dr Witold Aleksander Niewodolski vel Niewodoski
- kapelan pułku – ks. Józef Kozłowski, następnie ks. Franciszek Olma[22]

I batalion (Katowicki batalion ON – batalion piechoty nr 56)
- dowódca batalionu – kpt. adm. (piech.) Stanisław Hilary Jasiński (do 2 IX 1939) (+ obóz koncentracyjny), a po nim kpt. piech. Paweł Blew i kpt. piech. Tytus Wikarski
- adiutant batalionu – ppor. Tadeusz P. Majcherczyk
- lekarz batalionu – ppor. dr. med. Kazimierz Stawarski (ppor. dr. med. Janik)
- oficer żywnościowy – ppor. Władysław Guzowski
- dowódca 1 kompanii strzeleckiej (d. ON Katowice) – kpt. piech. Mieczysław Karol Olszewski †1940 Charków
- dowódca 2 kompanii strzeleckiej (d. ON Mikołów) – kpt. piech. Paweł Blew (†11 IX Osiek), potem ppor.Józef Bujar
- dowódca 3 kompanii strzeleckiej (d. ON Mysłowice) – kpt. piech. Konstanty Szyszkowski
- dowódca 1 kompanii ckm – kpt. piech. Tytus Wikarski
- kompania powstańcza – ppor. rez. Ryszard Bąk
- oficerowie batalionu: ppor. Kumor [+ 16.9 Puszcza Solska], ppor. Kurt Raszka (+ 20.9. Ułów)[22]

II batalion (Sosnowiecki batalion ON – batalion piechoty Nr 53)
- dowódca batalionu – kpt. Paweł Staszkiewicz, 2 – kpt. Jan Grankowski, 3 – por. Niemczyk
- adiutant batalionu – ppor. Tadeusz Kaszycki
- lekarz batalionu – ppor. lek. dr Tadeusz Sokołowski
- dowódca 4 kompanii strzeleckiej (d. ON Sosnowiec I) – kpt. piech. Tadeusz Bojanowski (†12 IX Baranów)
- dowódca 5 kompanii strzeleckiej (d. ON Sosnowiec II) – kpt. adm. (piech.) Karol Kałuziński (†2 IX Śmiłowice)
- dowódca 6 kompanii strzeleckiej (d. ON Będzin) – kpt. Jan Grankowski
- dowódca 2 kompanii ckm – por. Wojciechowski (†11 IX Osiek), później ppor. Stanisław Dziurowicz
- oficerowie batalionu: ppor. Zbigniew Miłobędzki, ppor. Józef Wojdało[22]

III batalion (Zawierciański batalion ON – batalion piechoty nr 51)
- dowódca batalionu – mjr piech. Rudolf Geyer (ranny 11 IX; †1940 Charków), a po nim kpt. Tadeusz Bojanowski (+ 12.9 Baranów) i kpt. Antoni Bulka (+ w niewoli niemieckiej)
- lekarz batalionu: ppor. lek. med. Kinowski (ppor. dr med. Tuora)
- dowódcy 7 kompanii strzeleckiej (d. ON Zawiercie) 1 – kpt. Jan Szczepaniak (†2 IX Wyry), 2 – por. Tadeusz Kozłowski (+ 11.9 Osiek), 3 – ppor. Emil Krupa,
- dowódca 8 kompanii strzeleckiej (d. ON Łazy) – ppor. Anatol Garstka,[23]
- dowódca 9 kompanii strzeleckiej (d. ON Siewierz) – kpt. Antoni Bulka,[23]
- dowódca 3 kompanii ckm – por. Fedorowicz (por. Adam Doboszyński)
- oficerowie batalionu: ppor. Jan Krasiński, ppor. Józef Morkisz, ppor. Witold Trzciński[22]

Pododdziały specjalne (kadra zapasowa piechoty „Oświęcim I”)
- dowódca kompanii zwiadu – kpt. Bolesław Kowalski
- dowódca plutonu konnego – por. rez. Łukasiewicz
- dowódca kompanii przeciwpancernej – por. Jan Wawrzyczek (73 pp)
- dowódca plutonu pionierów – ppor. Władysław Ignatowski
- dowódca plutonu łączności – st. sierż. Stanisław Czerwiński
- dowódca plutonu przeciwgazowego – ppor. Józef Kurek (73 pp)
- pchor. inż. Kozłowski